# Lac Mapourika
Le lac Mapourika (en anglais : Lake Mapourika) est un lac néo-zélandais situé dans le district de Westland, sur la Côte ouest de l'île du Sud. Il fait partie du parc national de Westland Tai Poutini.

## Géographie

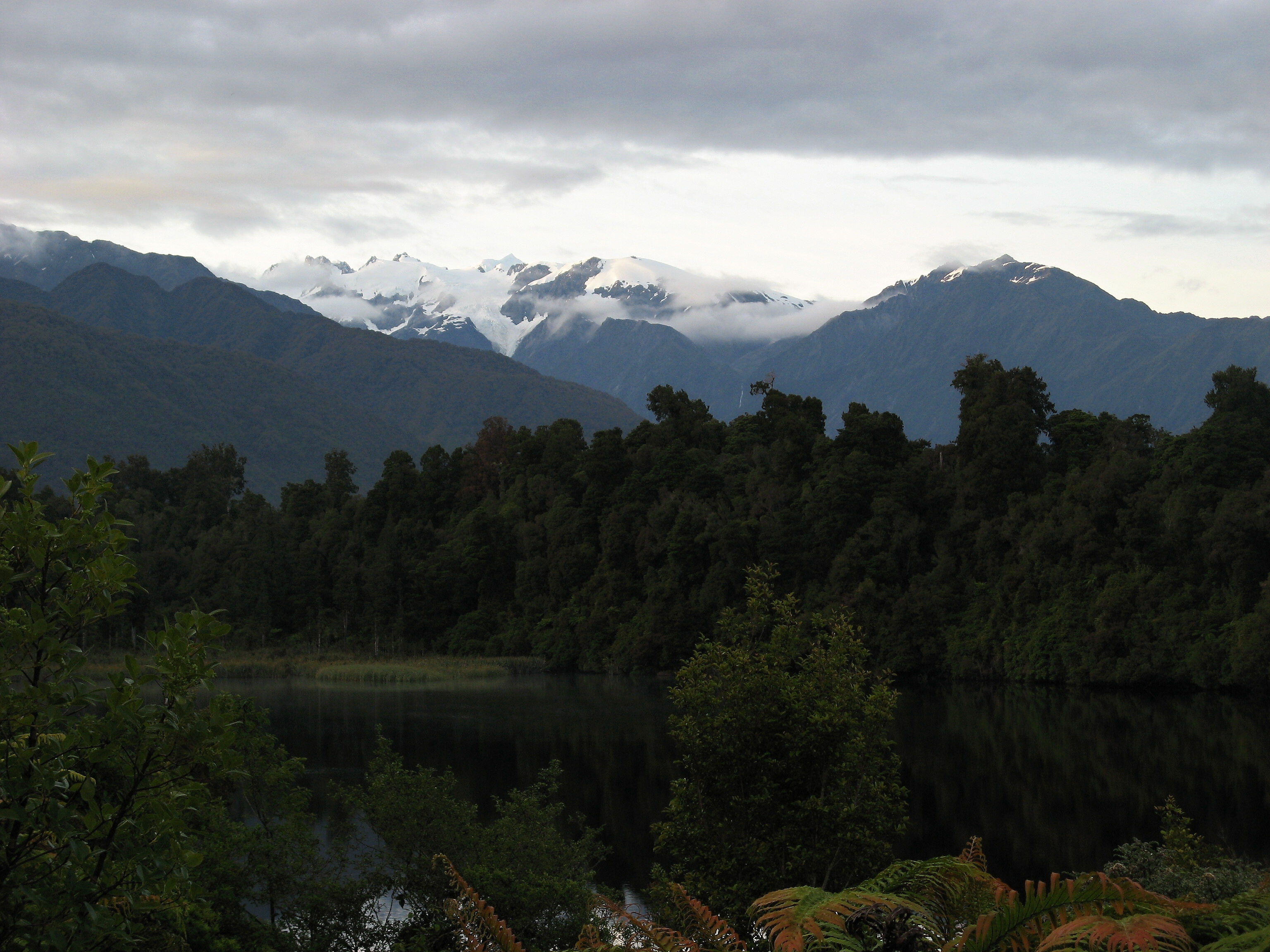
Le lac et ses eaux sombres dominées par les Alpes du Sud.

Le lac Mapourika est situé à une dizaine de kilomètres au nord de Franz Josef, village auquel est il est relié par la route nationale 6, qui longe la rive est du lac. Il est dominé par les Alpes du Sud (notamment le mont Tasman, le mont Cook et le mont Moltke) et le glacier François-Joseph. Au nord du lac Mapourika, le ministère de la Conservation gère le campement Otto/MacDonalds.
Le lac se trouve dans un kettle. Il s'est formé il y a environ 14 000 ans, quand un large bloc de glace s'est détaché du reste du glacier François-Joseph en retraite. Il s'agit du plus grand lac glaciaire du parc national de Westland Tai Poutini.
Le lac est alimenté par plusieurs petits cours d'eau en provenance des collines environnantes. L'eau de pluie s'écoulant de ces collines boisées collecte des tanins et donne à l'eau du lac sa couleur sombre. Le lac alimente ensuite la rivière Okarito, qui s'écoule vers le nord en direction de la lagune du même nom.

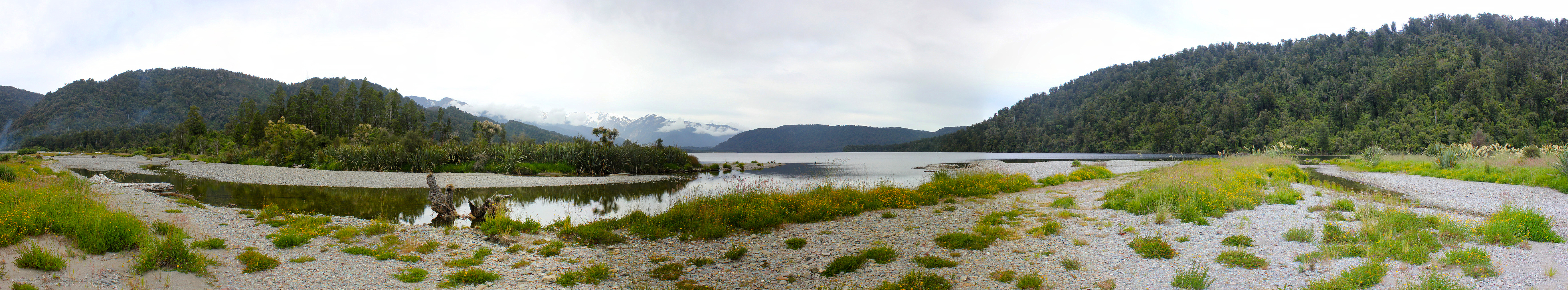
Le lac Mapourika dans sa partie nord, à proximité du camp Otto/McDonalds.

## Toponymie
Le lac Mapourika serait nommé d'après Māpouriki, la fille du chef maori Kārito qui a lui-même donné son nom à la rivière et à la lagune Okarito. En maori, Mapourika signifierait « fleur de l'aube ».

## Faune et flore

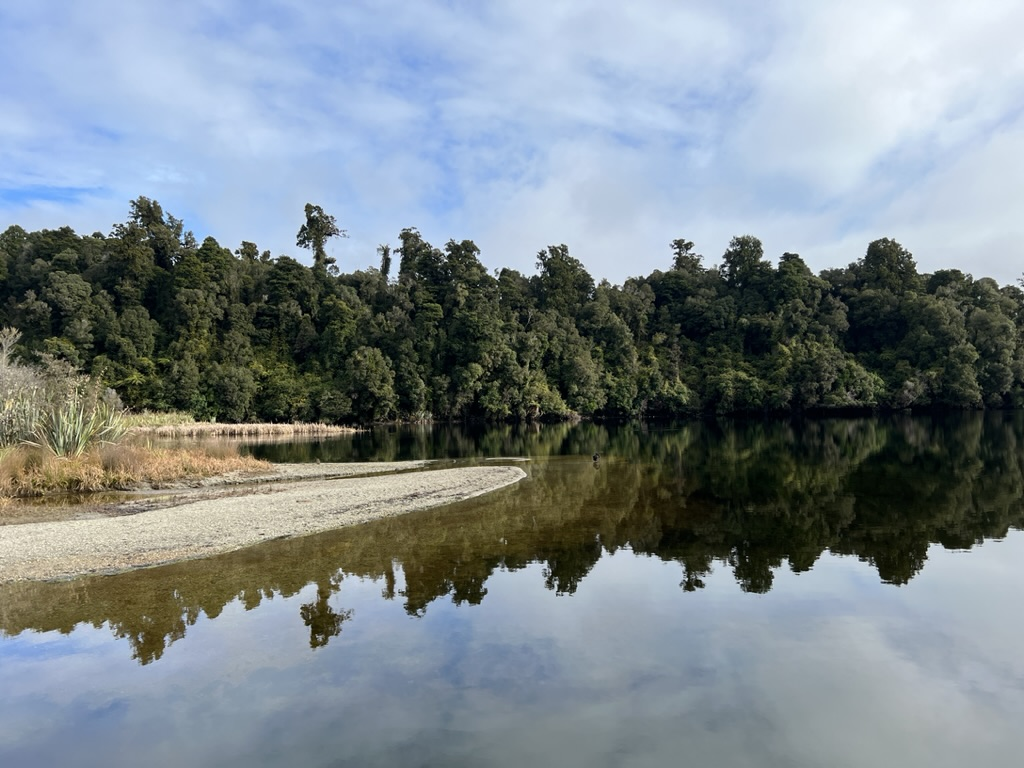
Les rives du lac Mapourika.

Le lac est entouré de forêts mêlant cordyline (Cordyline australis), kahikatea (Dacrycarpus dacrydioides), rimu (Dacrydium cupressinum) et lin cultivé (Linum usitatissimum).
Le lac Mapourika accueille une sous-espèce du grèbe huppé en danger (kāmana) ainsi qu'un héron blanc rare dans la région. De nombreux autres oiseaux sont présents aux abords du lac Mapourika : l'aigrette à face blanche, le carpophage de Nouvelle-Zélande, le canard à sourcils, le canard colvert, le cormoran pie, le cygne noir, le fuligule de Nouvelle-Zélande, la gérygone de Nouvelle-Zélande, le martin-chasseur sacré, le méliphage carillonneur, le méliphage tui, le miro mésange, le miro rubisole, le pipipi et le zostérops à dos gris.
Deux principaux poissons vivent dans le lac Mapourika : le saumon, introduit dans les années 1930, et la truite. Des compétitions de pêche y sont régulièrement organisées,. L'anguille de Nouvelle-Zélande, abondante dans les rivières du pays, se retrouve également dans le lac Mapourika.